# Anatolie Guidea
Anatolie Guidea (ros. Анатолий Илларионович Гуйдя, Anatolij Iłłarionowicz Gujdia; ur. 21 stycznia 1977) – mołdawski i bułgarski (od 2000 roku) zapaśnik walczący w stylu wolnym. Olimpijczyk z Londynu 2012, gdzie zajął trzynaste miejsce w kategorii 60 kg.
Siedmiokrotny uczestnik mistrzostw świata, drugi w 2007. Zdobył sześć medali na mistrzostwach Europy. Mistrz w 2003 roku.
- Turniej w Londynie 2012

Przegrał z Yogeshwarem Duttem z Indii i odpadł z turnieju.
Jego brat Ivan Guidea, również był zapaśnikiem i olimpijczykiem z Rio de Janeiro 2016.